# Teplyk
Teplyk (ukrainien : Теплик) est une commune urbaine de l'oblast de Vinnytsia, en Ukraine. Elle compte 6 176 habitants en 2021.